# Bola (matemática)

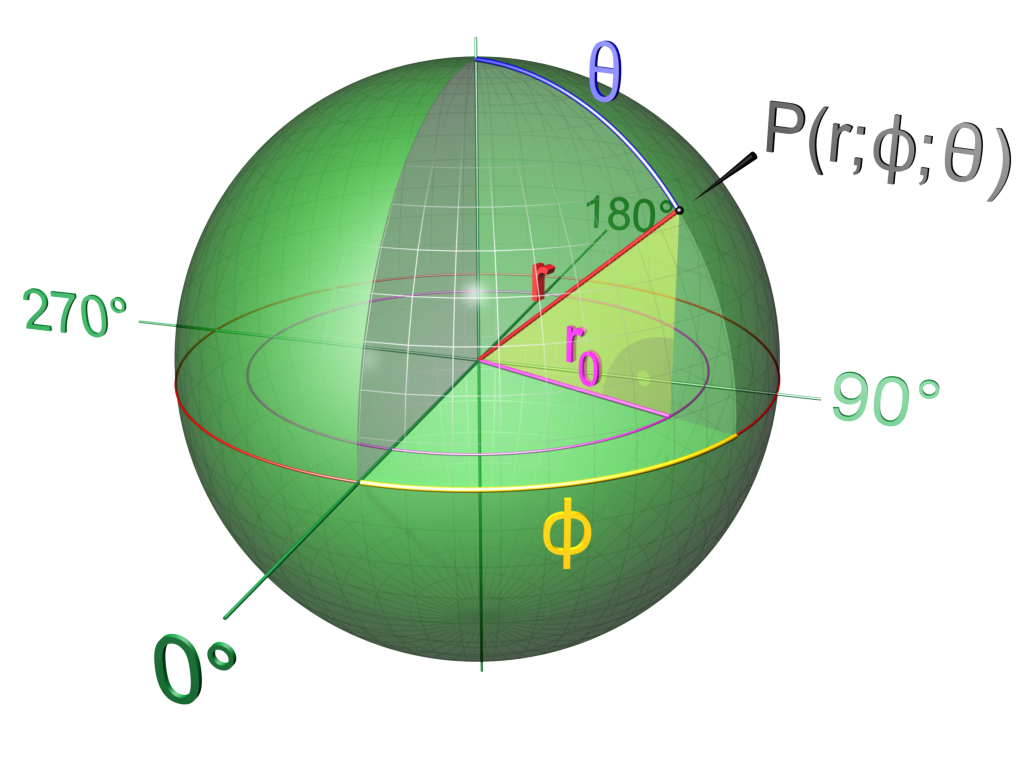
Uma bola em é o espaço interior a uma esfera

Em matemática, uma bola é o espaço interior a uma esfera. Ela pode ser tanto uma bola fechada (incluindo os pontos de fronteira) ou pode ser uma bola aberta (excluindo-os).
Estes conceitos são definidos não apenas no espaço euclidiano tridimensional mas também em dimensões menores e maiores, e para espaços métricos em geral. Uma bola no plano euclidiano, por exemplo, é a mesma coisa que um círculo, a área limitada por uma circunferência.
Nos contextos matemáticos em que o termo bola é usado, assume-se geralmente que uma esfera consiste somente dos pontos de fronteira (por exemplo, uma superfície esférica no espaço tridimensional). Em outros contextos, tais como a geometria euclidiana e situações informais, algumas vezes o termo esfera se refere à bola como um todo.

## Bolas em espaços métricos
Num espaço métrico {\displaystyle (X,d)\,\!}, a bola aberta de raio {\displaystyle \delta \,\!} centrada num ponto {\displaystyle x\,\!} é o conjunto de pontos cuja distância a {\displaystyle x\,\!} é inferior a {\displaystyle \delta \,\!}, isto é, {\displaystyle B(x,\delta )=\{y\in X:d(x,y)<\delta \}\,\!};
A bola fechada de raio {\displaystyle \delta \,\!} centrada num ponto {\displaystyle x\,\!} é o conjunto de pontos à distância de
{\displaystyle x\,\!} não superior a {\displaystyle \delta \,\!}, isto é, {\displaystyle B(x,\delta )=\{y\in X:d(x,y)\leq \delta \}\,\!}.
Ou seja, a diferença entre a bola aberta e a fechada é que na fechada os pontos de fronteira estão incluídos.

## Exemplos

Exemplos de bolas em nas normas, e

- Em {\displaystyle \mathbb {R} }, uma bola é um intervalo.[1]
- Em {\displaystyle \mathbb {R} ^{2}}, uma bola é um círculo. Também se utiliza o termo "disco" neste caso.[2][1]
- Em {\displaystyle \mathbb {R} ^{3}}, uma bola é o espaço interior a uma esfera.
- Qualquer  espaço vetorial normado é um espaço métrico fazendo d(x,y) igual à norma de (x-y). Nesse caso a B(a,r) vai ser o conjunto de vetores u que satisfazem norma de (a-u) menor que r.
- Em {\displaystyle \mathbb {R} ^{2}} com a métrica {\displaystyle d((x_{1},y_{1}),(x_{2},y_{2}))=\|(x_{1},y_{1})-(x_{2},y_{2})\|_{\infty }={\mbox{max}}(|x_{1}-x_{2}|,|y_{1}-y_{2}|)}, uma bola é um quadrado.[1]
- Em {\displaystyle \mathbb {R} ^{2}} com a métrica {\displaystyle d((x_{1},y_{1}),(x_{2},y_{2}))=\|(x_{1},y_{1})-(x_{2},y_{2})\|_{1}=|x_{2}-x_{1}|+|y_{2}-y_{1}|}, uma bola é um losango.
- Toda bola no espaço métrico é uma vizinhança no espaço topológico gerado pelo espaço métrico. Reciprocamente, toda vizinhança de um ponto contém uma bola centrada neste ponto.

## Propriedades
Em qualquer espaço métrico {\displaystyle (X,d)\,\!},
- Toda bola aberta é um aberto de X.[2]
- Toda bola fechada é um fechado de X.[2]
- Um subconjunto é limitado se, e somente se, está contido em alguma bola.[3]

No {\displaystyle \mathbb {R} ^{n}} com qualquer norma, todas bolas são convexas, sejam abertas ou fechadas.

## Esferas e Bolas Unitárias no espaço Euclidiano
No Espaço Euclidiano n dimensional, a esfera unitária é um conjunto de pontos {\displaystyle (x_{1},\ldots ,x_{n})} que satisfaz a equação
{\displaystyle x_{1}^{2}+x_{2}^{2}+\cdots +x_{n}^{2}=1}
e a bola fechada unitária é o conjunto de pontos que satisfaz a inequação
{\displaystyle x_{1}^{2}+x_{2}^{2}+\cdots +x_{n}^{2}\leq 1.}

### Fórmulas de área e volume
O volume de uma bola unitária n-dimensional no Espaço euclideano,  que denotamos Vn, pode ser expressa em termos da função gama por
{\displaystyle V_{n}={\frac {\pi ^{n/2}}{\Gamma (1+n/2)}}={\begin{cases}{\pi ^{n/2}}/{(n/2)!}&\mathrm {se~} n\geq 0\mathrm {~e~par,} \\~\\{\pi ^{\lfloor n/2\rfloor }2^{\lceil n/2\rceil }}/{n!!}&\mathrm {se~} n\geq 0\mathrm {~e~impar,} \end{cases}}}
onde n!! é o duplo fatorial.
A hipervolume da esfera unitária (n<meta typeof="mw:DiffMarker">–1)-dimensional  (i.e., a "área"  da superfície de uma bola n-dimensional), que denotamos por An, pode ser expressa da forma
{\displaystyle A_{n}=nV_{n}={\frac {n\pi ^{n/2}}{\Gamma (1+n/2)}}={\frac {2\pi ^{n/2}}{\Gamma (n/2)}}\,,}
onde a última igualdade vale para n > 0.
As áreas de superfícies e os volumes para alguns valores de n são dados abaixo:
| {\displaystyle n} | {\displaystyle A_{n}} (área da superfície)            | {\displaystyle A_{n}} (área da superfície) | {\displaystyle V_{n}} (volume)                       | {\displaystyle V_{n}} (volume) |
| ----------------- | ----------------------------------------------------- | ------------------------------------------ | ---------------------------------------------------- | ------------------------------ |
| 0                 | {\displaystyle 0(1/0!)\pi ^{0}}                       | 0                                          | {\displaystyle (1/0!)\pi ^{0}}                       | 1                              |
| 1                 | {\displaystyle 1(2^{1}/1!!)\pi ^{0}}                  | 2                                          | {\displaystyle (2^{1}/1!!)\pi ^{0}}                  | 2                              |
| 2                 | {\displaystyle 2(1/1!)\pi ^{1}=2\pi }                 | 6.283                                      | {\displaystyle (1/1!)\pi ^{1}=\pi }                  | 3.141                          |
| 3                 | {\displaystyle 3(2^{2}/3!!)\pi ^{1}=4\pi }            | 12.57                                      | {\displaystyle (2^{2}/3!!)\pi ^{1}=(4/3)\pi }        | 4.189                          |
| 4                 | {\displaystyle 4(1/2!)\pi ^{2}=2\pi ^{2}}             | 19.74                                      | {\displaystyle (1/2!)\pi ^{2}=(1/2)\pi ^{2}}         | 4.935                          |
| 5                 | {\displaystyle 5(2^{3}/5!!)\pi ^{2}=(8/3)\pi ^{2}}    | 26.32                                      | {\displaystyle (2^{3}/5!!)\pi ^{2}=(8/15)\pi ^{2}}   | 5.264                          |
| 6                 | {\displaystyle 6(1/3!)\pi ^{3}=\pi ^{3}}              | 31.01                                      | {\displaystyle (1/3!)\pi ^{3}=(1/6)\pi ^{3}}         | 5.168                          |
| 7                 | {\displaystyle 7(2^{4}/7!!)\pi ^{3}=(16/15)\pi ^{3}}  | 33.07                                      | {\displaystyle (2^{4}/7!!)\pi ^{3}=(16/105)\pi ^{3}} | 4.725                          |
| 8                 | {\displaystyle 8(1/4!)\pi ^{4}=(1/3)\pi ^{4}}         | 32.47                                      | {\displaystyle (1/4!)\pi ^{4}=(1/24)\pi ^{4}}        | 4.059                          |
| 9                 | {\displaystyle 9(2^{5}/9!!)\pi ^{4}=(32/105)\pi ^{4}} | 29.69                                      | {\displaystyle (2^{5}/9!!)\pi ^{4}=(32/945)\pi ^{4}} | 3.299                          |
| 10                | {\displaystyle 10(1/5!)\pi ^{5}=(1/12)\pi ^{5}}       | 25.50                                      | {\displaystyle (1/5!)\pi ^{5}=(1/120)\pi ^{5}}       | 2.550                          |

onde os decimais para n ≥ 2 são arredondados na precisão que são apresentados.

#### Recursão
Os valores de An satisfazem a recursão:
{\displaystyle A_{0}=0}
{\displaystyle A_{1}=2}
{\displaystyle A_{2}=2\pi }
{\displaystyle A_{n}={\frac {2\pi }{n-2}}A_{n-2}} para {\displaystyle n>2}.
Os valores de Vn satisfazem a recursão:
{\displaystyle V_{0}=1}
{\displaystyle V_{1}=2}
{\displaystyle V_{n}={\frac {2\pi }{n}}V_{n-2}} para {\displaystyle n>1}.

#### Dimensão Fracional
As fórmulas para An e Vn podem ser calculadas para qualquer real n ≥ 0.

hipervolume da esféra (x–1)-dimensional (isto é, a "área" da superfície da bola unitária x-dimensional) como uma função contínua de x

Volume da Bola em x- dimensional como uma função contínua de x

#### Outros raios
A área da superfície de uma esfera (n–1)-dimensional com raio r é An rn−1 e o volume de uma bola n-dimensional com raio r é Vn rn.  Particularmente, a área é A = 4π r 2 para a superfície de uma bola tridimensional de raio r.  O Volume é V = 4π r 3 / 3 para a bola tridimensional de raio r.